# Mubende

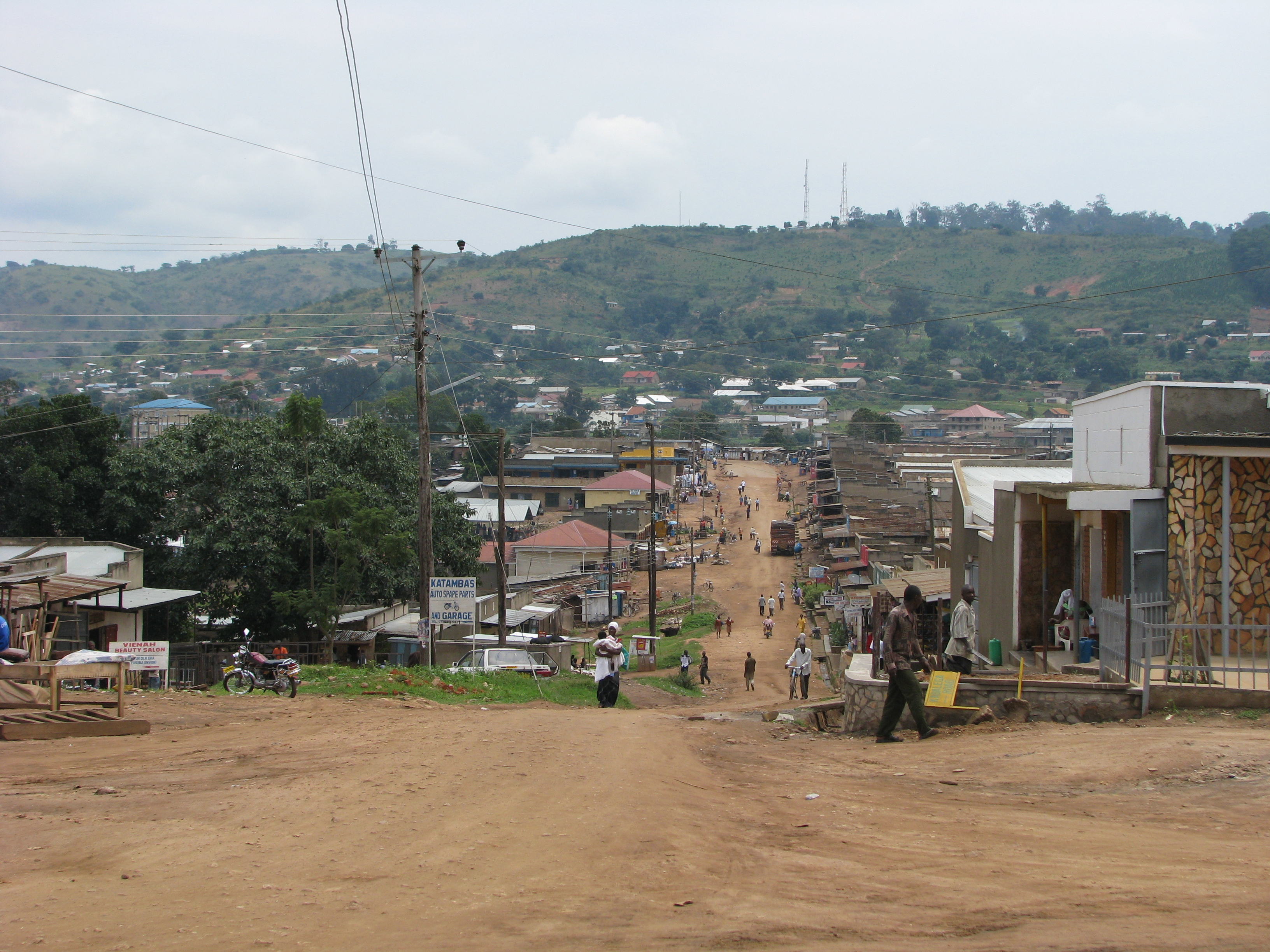
Mubende (2007)

Mubende ist eine Stadt in der Central Region in Uganda. Sie ist der Hauptort des Distrikt Mubende und eine Gemeinde des Distrikts. Den Status als Gemeinde (Municipality) besitzt Mubende seit dem Jahr 2015.

## Lage
Die Stadt liegt ungefähr 172 Kilometer nordwestlich von Kampala, Ugandas Hauptstadt und größter Stadt.

## Bevölkerung
Im August 2014 bezifferte eine Volkszählung die Einwohnerzahl auf 103.473.